# Dacie
Pour les articles homonymes, voir Dacie, pour les provinces romaines homonymes : Dacie trajane (Dacia Felix, 106 - 256 apr. J.-C.) et Dacie aurélienne, et pour l'entreprise du secteur automobile Dacia.

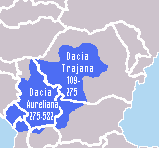
La Dacie romaine antique, « Trajane » et « Aurélienne ».

La Dacie (en latin et roumain Dacia) est, dans l’Antiquité, un territoire à cheval sur les Carpates et le bassin du bas-Danube jusqu'au littoral pontique occidental, correspondant approximativement aux actuelles Roumanie, Moldavie et aux régions adjacentes. Le mot Dacie vient de ses principaux occupants, les Daces, très proches des Thraces. Il a aussi donné son nom à la roche volcanique dacite et à la marque automobile roumaine « Dacia ».

## Peuples et migrations

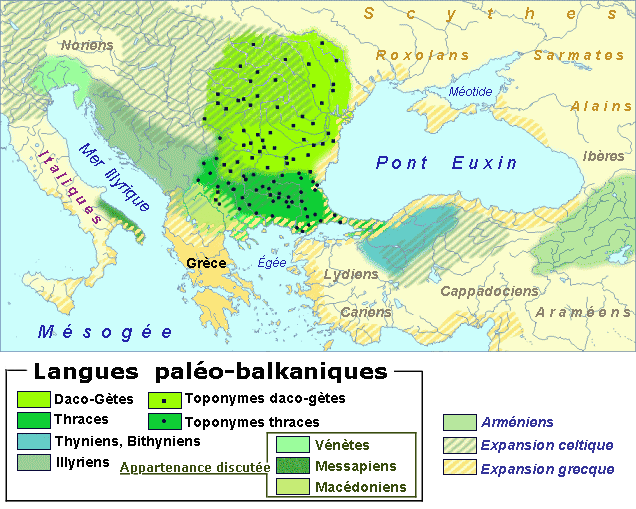
La Dacie parmi les autres pays thraces et illyriens.

La Dacie était également peuplée par des Celtes (Scordices, Britolages), des Scythes, des Sarmates et des Bastarnes. Ses côtes ont été colonisées par une dizaine de cités-ports helléniques, vecteurs d'une influence hellénique (lorsque les Daces écrivaient, ils utilisaient, comme les Gaulois, le grec). Il y avait aussi des commerçants romains. Les tribus daces se sont souvent affrontées entre elles, mais se sont parfois unies contre les Macédoniens et les Romains. Leurs alliés sont les Celtes, les Thraces et les Grecs, jusqu'à la conquête de la Grèce par l'Empire romain. Les tribus vivant dans la plaine céréalière du Danube se sont souvent alliées aux Romains contre celles, montagnardes et pastorales, des Carpates (un fossé antique, défensif contre les assauts venus des montagnes, et nommé brazda lui Novac en roumain, s'étire d'ouest en est à travers l'actuelle Valachie).
Après 256, les tribus daces épargnées par la conquête romaine (essentiellement les Carpes) s'allient avec les Goths et les Sarmates dans une « fédération de peuples barbares » constituée autour des goths. On évoque aussi des alliances ultérieures avec les Huns vers le IIIe siècle, et plus tard encore avec des Vénèdes, ancêtres des Slaves. Avec les Goths, les Carpes pénètrent dans les Balkans mais, contrairement aux Goths, ils s'y fixent : les linguistes y voient l'origine des Albanais et expliquent ainsi le lexique commun entre la langue albanaise et les langues romanes orientales.

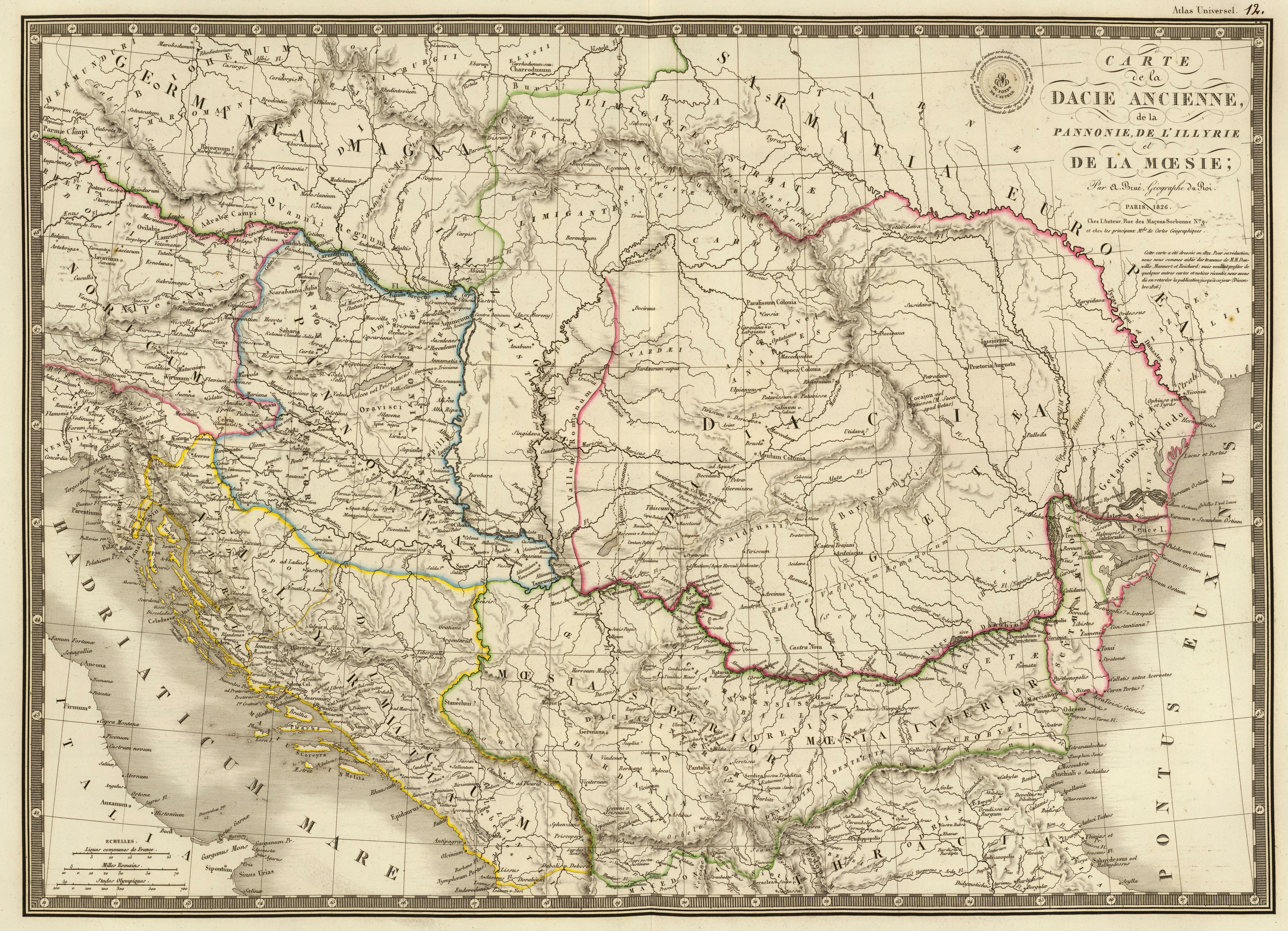
Carte de la Dacie par Adrien-Hubert Brué (1826).

L'épuisement des filons aurifèreses des monts Porolissenses et la pression des peuples « barbares » sont les principales raisons de l'abandon par l'empereur Aurélien de la Dacie trajane, province frontalière devenue déficitaire. Toutefois, pour que la province ne disparaisse pas des tables impériales et pour que ses légionnaires et fonctionnaires ne se retrouvent pas sans solde, le nom et l'ensemble des structures militaires et administratives furent officiellement déplacées en 271 au Sud du Danube dans la partie occidentale de l'ancienne province de Mésie, alors nommée Dacie aurélienne, puis divisée en 285 en Dacie ripuaire et Dacie méditerranéenne. Selon l'historien romain Eutrope la population romanisée aurait été elle aussi déplacée au sud du Danube, laissant la Dacie « déserte » jusqu'à l'arrivée des Avars au VIe siècle (thèse dite de l'« Awarenwüste »).
Quoi qu'il en soit et quelle qu'ait pu être la répartition des populations de part et d'autre du Danube, les actuelles langues romanes orientales sont la preuve que les populations romanisées n'ont pas disparu. Les controverses entre spécialistes, ne disposant pour cette période que de rares sources peu explicites, portent donc sur des thèses contradictoires concernant les éventuels déplacements, thèses archéologiquement et historiquement invérifiables en l'état actuel des sources et des recherches, mais fortement teintées par les nationalismes antagonistes des états modernes de la région, et aussi par le protochronisme qui lui, est hors du champ historique, mais très influent.
Selon ces thèses irréconciliables, les populations romanophones auraient initialement évolué soit exclusivement au nord du Danube, pour migrer ensuite partiellement vers les Balkans (mais après l'arrivée des Slaves) soit exclusivement au sud du Danube, pour migrer ensuite tardivement vers la Dacie nordique (mais après l'arrivée des Magyars),,,.
Ces thèses nationalistes font fi de la permanence du pastoralisme et de la transhumance qui ont maintenu le contact entre les deux rives du fleuve chez les locuteurs des langues romanes orientales et impliquent que ces locuteurs auraient été, pendant mille ans, les seuls à ne pas traverser les Carpates et le Danube, alors que les Goths, les Avars, les Slaves, les Proto-Bulgares, les Magyars, les Alains, les Pétchénègues et les Coumans l'ont fait. Le lien entre les deux rives est démontré d'une part par la « pidginisation pastorale » des langues romanes danubiennes qui n'ont commencé à se différencier entre elles qu'à partir du XIIe siècle et d'autre part par le fait qu'elles ont intégré l'« union linguistique balkanique ». Si, du XIe au XIVe siècle, le nombre de ces locuteurs augmente au nord du fleuve et diminue au sud, c'est pour des raisons politiques et économiques : à ce moment le royaume de Hongrie commence à stabiliser la situation au nord, favorisant la sédentarisation des pasteurs romanophones, tandis qu'au sud, les Slaves établis en masse assimilent les communautés valaques d'ailleurs menacées par l'insécurité croissante des guerres bulgaro-byzantines de Basile II, des violences de la quatrième croisade, de la conquête ottomane et de leurs conséquences.

## Présentation

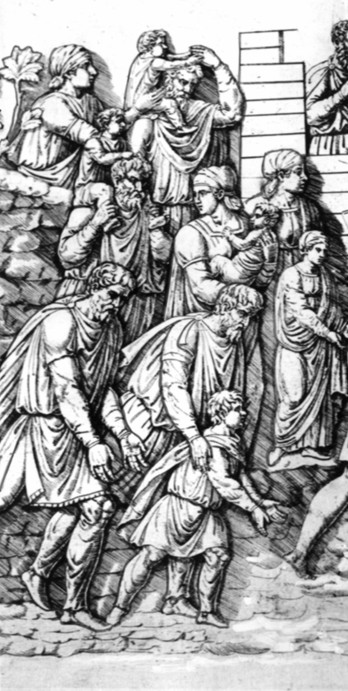
« Comates », le peuple ordinaire (Colonne Trajane).

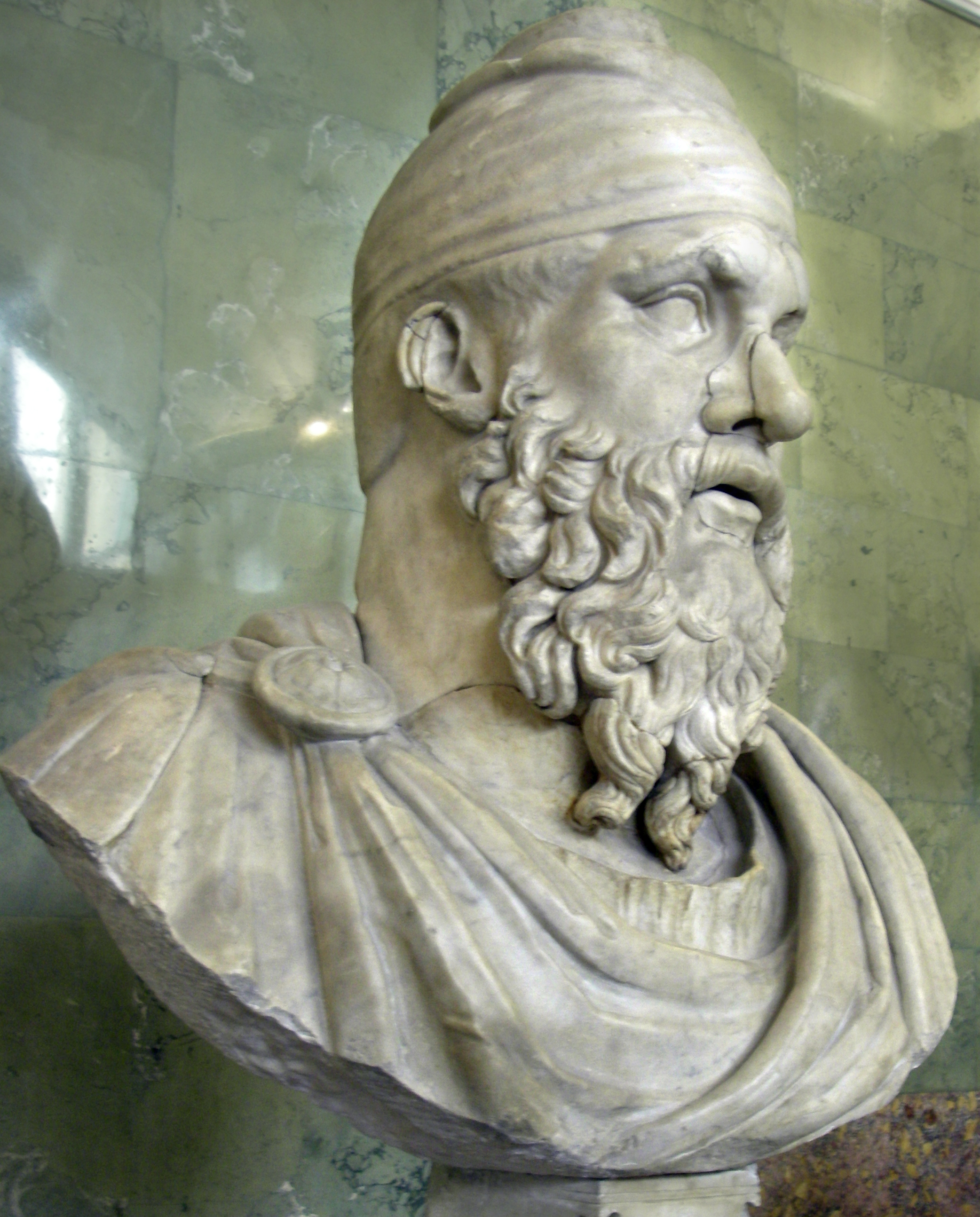
Un « Taraboste » coiffé de son bonnet (musée de l'Ermitage).

### Organisation sociale
On retrouve chez les Daces la « trilogie sociale » de beaucoup de peuples, décrite par Georges Dumézil : peuple ordinaire (paysans, artisans, marchands...), guerriers et prêtres. En Dacie, le peuple devait se découvrir devant les aristocrates, mais pouvait laisser pousser les cheveux d'où le nom de « Comates » (comati ou capillati) ; dans la guerre, il formait l'infanterie. L'aristocratie des « Tarabostes » (tarabostesei ou pileati) qui, à la guerre, formait la cavalerie, se signalait par le port d'un bonnet spécifique en tissu, feutre ou laine, à cause duquel les Grecs les surnommaient pilophores (« porteurs de bonnets »), qualifiant aussi les Scythes. Enfin les « Polistes » formaient la caste des prêtres.
Chaque tribu dace avait sa propre aristocratie et ses propres prêtres ; les tribus, de quelques dizaines de milliers de membres, vivent originellement dans des huttes de bois, en habitat dispersé ou bien regroupées en villages entourés par une palissade, puis, à une époque tardive, dans des oppidums qui évoluèrent en forteresses (davae en dace) munies de tours coniques en pierre. À la veille de la conquête romaine, ces davae étaient en passe d'évoluer en villes.
On a découvert dans une région des Géto-Daces (à Histria) un instrument musical, datant du IIIe siècle av. J.-C., formé de trois flûtes de bois : peut-être était-ce une cornemuse.
Deux types d'armes existent alors de manière certaine : armes de lutte à distance et armes de lutte au corps à corps. La cavalerie a un rôle de harcèlement, visant à attirer l'ennemi, lui tendre des pièges, et le mettre en position défavorable. Les Daces semblent n'avoir jamais utilisé des techniques massives avec des unités rigides et nombreuses. En revanche, ils se sont fait livrer des machines de guerre par les Romains et on sait qu'en raison d'un redoux inopiné, ils en ont perdu en passant le Danube gelé peu avant la bataille d'Adamclisi (accessoirement, cela nous renseigne sur les hivers de l'époque, assez rudes pour qu'il soit envisageable de passer ces machines sur la glace).
Pour les luttes au corps à corps, les Daces préfèrent porter une arme spécifique, la sica, ornée des symboles sacrés. Cette arme est ensuite adoptée par une partie des gladiateurs à Rome, appelés thraces par les Romains. Sur la colonne Trajane, on peut voir des Daces utilisant des faux de guerre (falx) particulières, appelées faux daces (en), dont la lame, de taille égale au manche, est dans la continuité de celui-ci. Une version à une main existe aussi, peut être la romphée (romphaia) des Thraces. Les légionnaires romains durent adopter leur équipement en conséquence, se protégeant le bras droit par des plaques articulées pour éviter d'être mutilés par ces faux.

### Religion
Initialement, la religion dace était un culte à mystères à base de divinations et d'initiations. La présence d'une vingtaine de divinités attestées témoigne d'une croyance polythéiste. Les Daces avaient comme totem le loup et se définissaient comme « ceux qui sont semblables aux loups ». Leurs principaux symboles de guerre étaient le loup et le dragon utilisés en syrinx avec un tissu flottant à l'arrière et des anches pour produire des sons effrayants.
Les « Polistes » se rassemblaient parfois pour des rituels communs sur une « montagne sacrée » (Kogaionon en dace) qui semble avoir joué chez eux un rôle similaire à la « forêt des Carnutes » pour les druides gaulois. Selon Platon (Charmide), la religion des Daces aurait aussi évolué sous l'influence de l'orphisme, à travers un orphiste dace du nom de Zalmoxis ayant introduit parmi les « Polistes » le culte de Gebeleizis, père des Dieux, l'idée de l'immortalité de l'âme ainsi que des périodes de jeûne et de retraite, avant d'être lui-même ultérieurement divinisé après sa mort ; toutefois, ces nouveautés n'étaient pas unanimement acceptées et on trouve chez les auteurs antiques des échos de ces débats.
Les Daces connaissent et utilisent un calendrier solaire sacré, qui est conservé à l'intérieur de la cité de Sarmizégétuse. Ce serait un des plus précis de toute l'Antiquité, puisque l'erreur de ce calendrier ne serait que de 1 h 15 min 3 s chaque année (8 840 ans si on applique des corrections tous les trois ans).
Les protochronistes et spécialement l'Église orthodoxe roumaine enseignent la thèse selon laquelle les Daces auraient été monothéistes (voir Christianisme en Dacie) ; cette thèse s'insère dans l'idéologie ultra-nationaliste selon laquelle les Roumains actuels descendraient en droite ligne des Daces, leurs traits identitaires étant déjà présents chez ces derniers,,.

### Activités

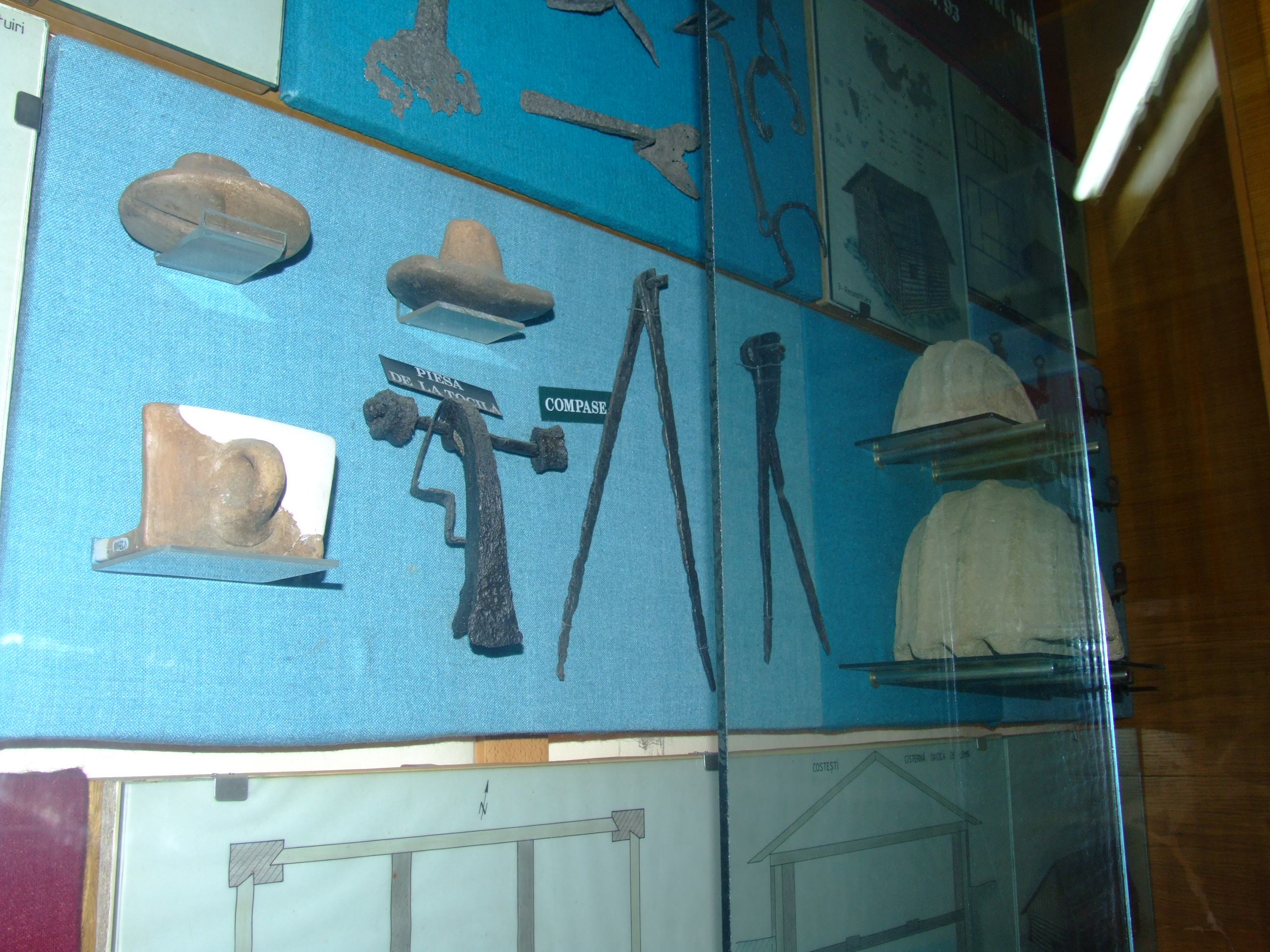
Outils daces au de Cluj.

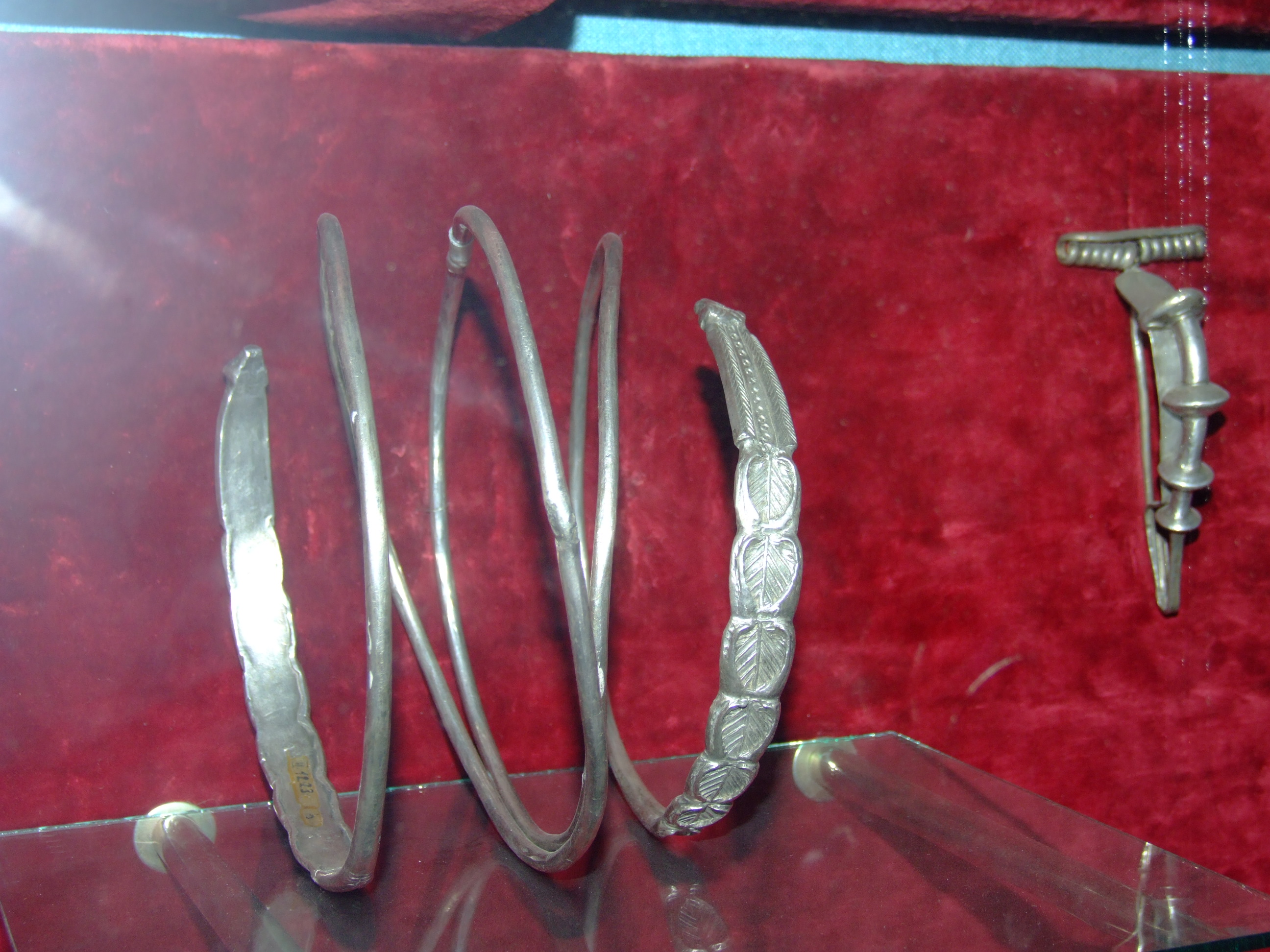
Bracelet dace au musée transylvain d'histoire de Cluj.

Leurs principales activités sont l'agriculture et l'élevage. Les chevaux sont surtout utilisés comme animaux de trait. Ils connaissent de nombreuses plantes médicinales dont les noms ont été sauvegardés par les Grecs, sans que leur traduction soit établie.
Les richesses des Daces sont constituées de très importantes réserves d'or, de sel et de céréales. Ils exploitent notamment les mines d'or et d'argent du massif du Bihor, dans l'actuelle Transylvanie. Ils pratiquent en outre le commerce, important au vu du nombre de monnaies étrangères trouvées dans le pays, et qui s'effectue surtout avec la Grèce, puis avec l'Empire romain. Dès la fin du IIe siècle av. J.-C., ils commencent à fabriquer des pièces en or, sans doute avec l'aide des colons grecs. La plupart sont des contrefaçons parfaites des pièces romaines, mais une partie des pièces ne sont pas des contrefaçons, car comportant également des inscriptions en alphabet grec.
Les plus nombreuses sont les statères en or au nom de Koson, ainsi nommées d'après l'inscription KOSON qui y figure, et qu'on suppose être le nom du chef des Daces dans une région après l'assassinat de Burebista en Dacie (et de César à Rome la même année). À l'avers de ces pièces, on voit un consul romain entouré de deux licteurs et un monogramme qui semble être la composition des lettres B et R. En exergue, Κοσών en alphabet grec. Le revers présente un aigle avec les ailes déployées, une serre sur un sceptre, et, dans l'autre serre, une couronne. 8,41 grammes or, 18-21 mm diamètre (description de Constantin Preda). Ces pièces ressemblent aux deniers de Brutus (les licteurs) et de Pomponius (l'aigle de la Victoire). Ils auraient pu être frappés par Brutus pour obtenir le soutien militaire de Kozon dans le cadre de la guerre contre Octave et Marc Antoine avant la bataille de Philippes. Appien affirme en effet que Brutus a battu monnaie avec de l’or et de l’argent que lui avait fourni la femme d’un membre de la dynastie, un roi de Thrace. De nombreux Thraces ont combattu dans les rangs de Brutus lors de cette bataille décisive.
Les Daces pratiquaient aussi des expéditions de pillage dans leur voisinage, notamment en Mésie romaine, ce qui sera à l'origine de plusieurs guerres dont celles qui mèneront leur royaume à sa perte.

### Les Daces vus par les Romains
Des Daces se trouvent à Rome, avec d'autres populations originaires de la région actuelle des Balkans, comme les Illyriens par exemple, dès la période entre 44 av. J.-C. (mort de Jules César) et 31 av. J.-C., lors de l'instauration du principat d'Auguste.
Ils ont de nombreuses occupations, dont la plus importante reste celle de gladiateur, qui leur convient bien, vu leur goût pour la lutte individuelle. Les gladiateurs s'entraînent surtout dans une arène nommée Ludus Dacicus mais aussi dans d'autres arènes : Gallicus, Magnus ou Matutinus.
Lorsque la Dacie devient province romaine, les Daces se dirigent vers les activités militaires, devenant membres de la garde impériale — les prétoriens et la garde à cheval. La présence dace à Rome dans la garde impériale est attestée par des inscriptions dédiées aux empereurs et sur lesquelles on relève également les noms des soldats avec leur lieu d’origine : Aurelius Valerius - Drubeta, Antonius Bassinas - Sarmizégétuse, Titus Lempronius Augustus - Apulum. Sur un total de 120 noms daces, 15 sont originaires de Sarmizégétuse. Parmi eux, on remarque Claudiano, centurion de la 6e cohorte.
Une autre inscription concerne Iulius Secondinus, natione Dacus, prétorien appelé de nouveau au service, âgé de 85 ans, dans des conditions où à cette époque on dépasse rarement l'âge de 50 ans.
Les inscriptions des pierres funèbres des soldats appartenant à la garde impériale portent avec une certaine distinction le lieu d'origine des décédés. Par exemple : natione Thrax - pour les Thraces ; Lucius Avilius Dacus, dont le nom est écrit en marbre (70 av. J.-C.), deux siècles avant la conquête de la Dacie.
Une autre inscription a été découverte sur la Via Flaminia, dédiée à la mémoire de la reine Zia, veuve du roi des Costoboces, Dieporus, mise par ses petits-enfants Natoporus et Driglisa. Il semblerait que des prisonniers d'origine royale et noble aient été reçus sur la Via Flaminia.
L'empereur romain Trajan déclare : « Recevant l'empire pourrissant et affaibli dans toutes ses directions, par cette tyrannie qui l'avait travaillé longtemps à l'intérieur et par les nombreuses invasions des Gètes d'en dehors, j'ai été le seul à avoir osé attaquer ces peuples de l'autre côté du Danube. J'ai même conquis ces Gètes, la plus guerrière des nations qui ait jamais existé, non seulement par le corps, mais aussi par ces maximes de Zalmoxis, qui vit avec eux dans une telle vénération qu'il les a touchés si profondément dans leur cœur. Car ne croyant pas qu’ils meurent, ils pensent qu'ils changent seulement d'habitation… »

## Cités de Dacie

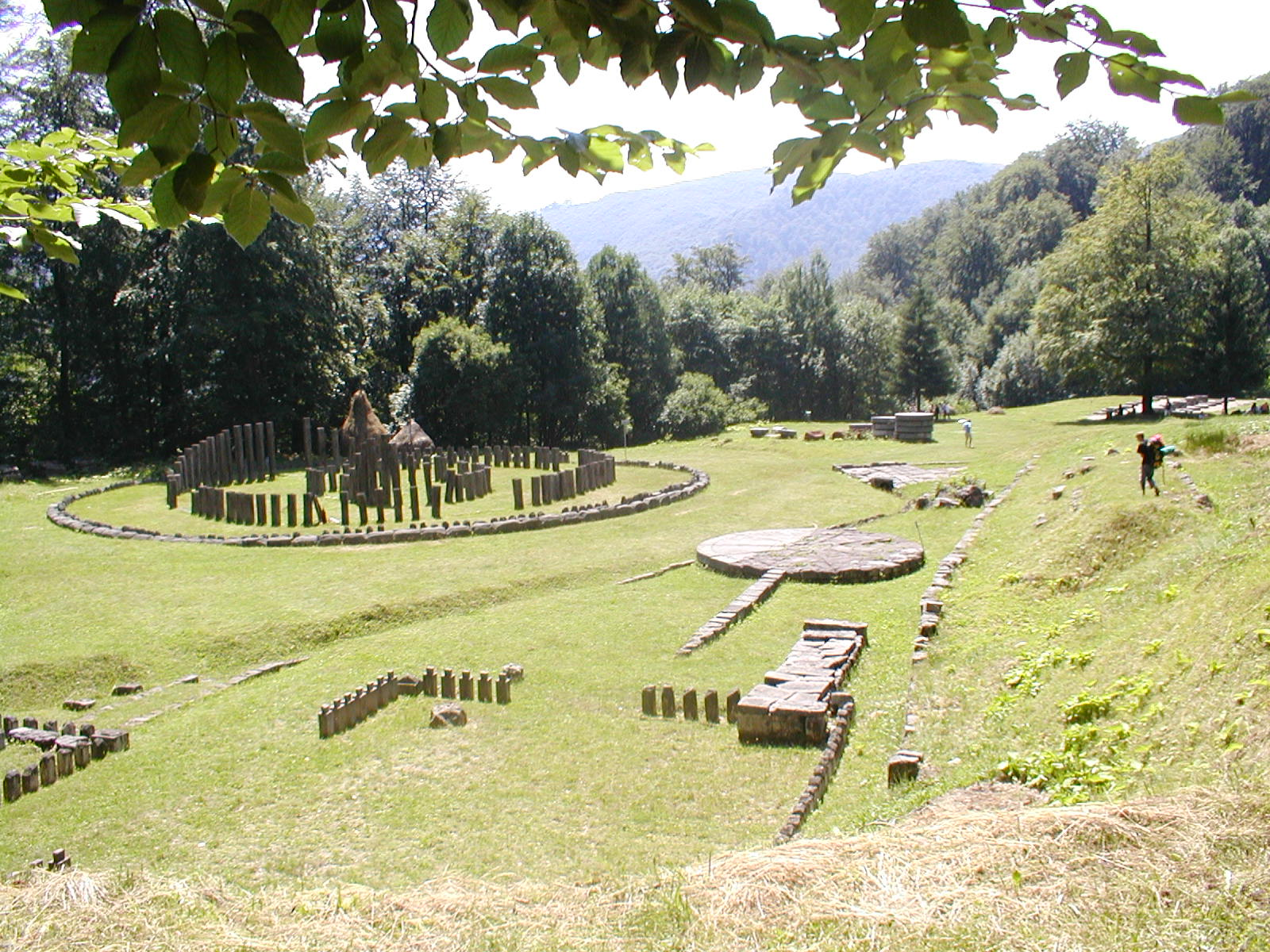
Ruines du « calendrier » de Sarmizégétuse : autel probablement, mais la fonction de calendrier est discutée.

La capitale de la province romaine Dacia felix était Ulpia Traiana Sarmizegetusa (du nom de l'empereur Trajan, Ulpius Traianus) et se situe aujourd'hui dans le județ de Hunedoara, en Roumanie. Il ne faut pas confondre Ulpia avec l'ancienne capitale des Daces sous Décébale : « Sarmizégétuse », située à 40 km de Ulpia, dans les monts Orăștie.
- Acidava (Slatina)
- Aegyssos (Tulcea)
- Apoulon (Alba Iulia)
- Buridava (Râmnicu Vâlcea)
- Capidava (Topalu)
- Cumidava (Râșnov)
- Dacidava (Șimleu Silvaniei)
- Dierna/Tierna (Orșova) (Tierna)
- Germisara/Germizera (Geoagiu)
- Pelendava (Craiova)
- Petrodava (Piatra Neamț)
- Piroboridava (Poiana)
- Sangidava (Toplița)
- Sucidava/Succidava (Corabia)
- Singidava (Deva)
- Utidava (Târgu Ocna)
- Ziridava (Pecica)
- Drubeta
- Napoca (Cluj-Napoca, Cluj)
- Potaissa (Turda, Cluj)
- Apulum (Alba Iulia, Județ d'Alba)

Dava signifie « cité » (dans le sens d'« oppidum ») en dace.

## Histoire

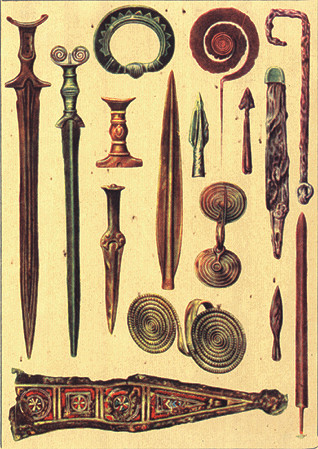
Objets datant de 1700 à 800 av. J.-C.

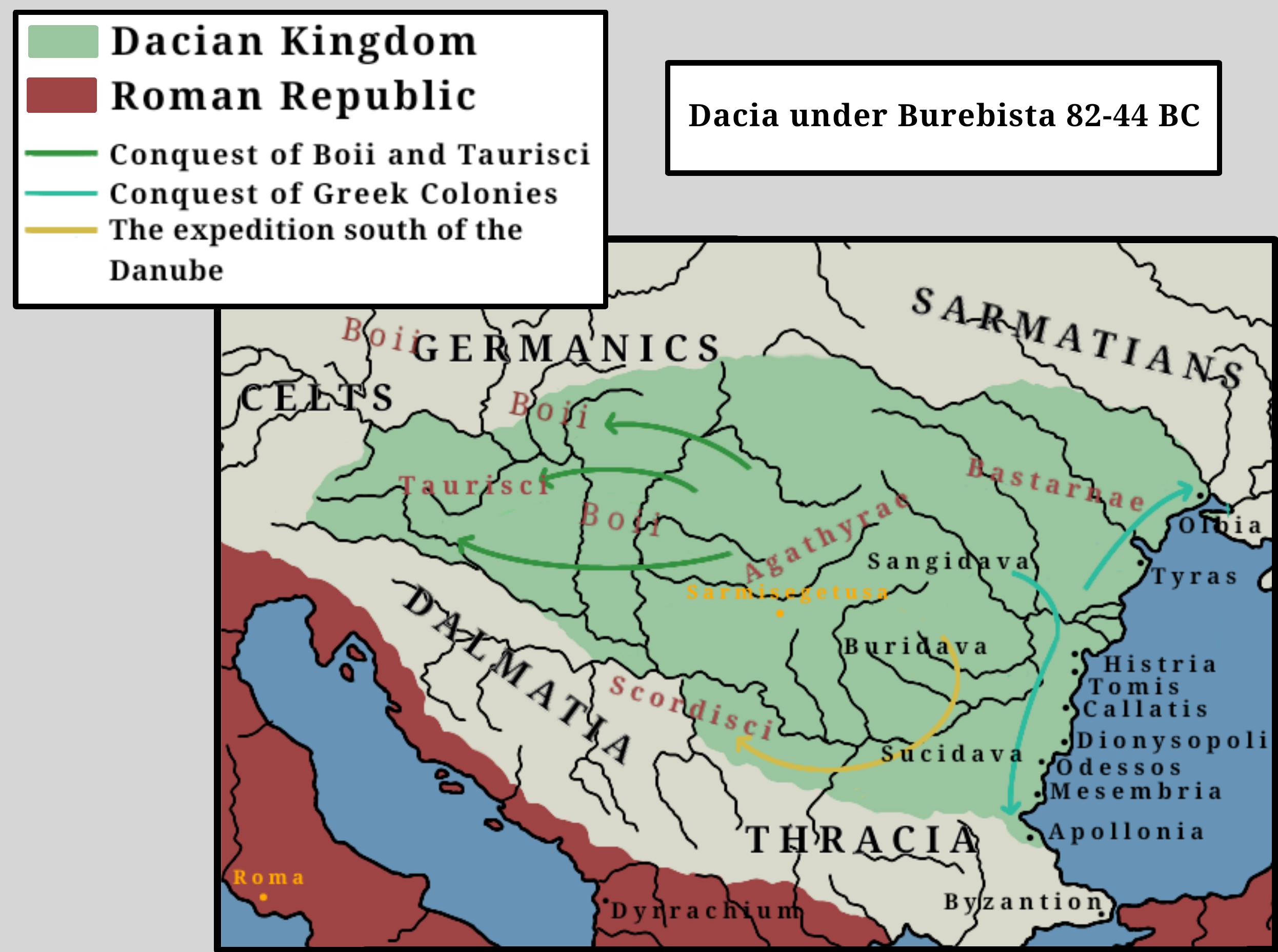
Roiyaume dace, époque de Burebista (82-42)

### Période dace
- vers 2400-1700 av. J.-C., à la fin du néolithique, des peuples parlant des langues indo-européennes commencent à s'installer dans les territoires qui deviendront plus tard ceux de la Dacie, de la Mésie, de la Thrace et de la Grèce. Une civilisation agricole prend le relais de celles qui l'ont précédée (surnommées « pélasgiques ») et les nécropoles présentent de nombreux objets en or et argent.
- 700 av. J.-C., installation de colonies grecques sur les bords du Pont Euxin.
- 350 av. J.-C., installation de tribus celtiques (Scordices, Britolages, Bastarnes) parmi les Daces.
- 112-109 av. J.-C., puis 74 av. J.-C., 60-59 av. J.-C. et plus tard : conflits avec les Romains. Le chef Burebista, ayant rassemblé les autres chefs daces, gagne sans difficulté toutes ses batailles et prend parti pour Pompée contre César, mais il arrive trop tard. Burebista est assassiné par l'aristocratie dace (les « Tarabostes ») la même année que Jules César, très peu de temps après celui-ci.

### Période romaine

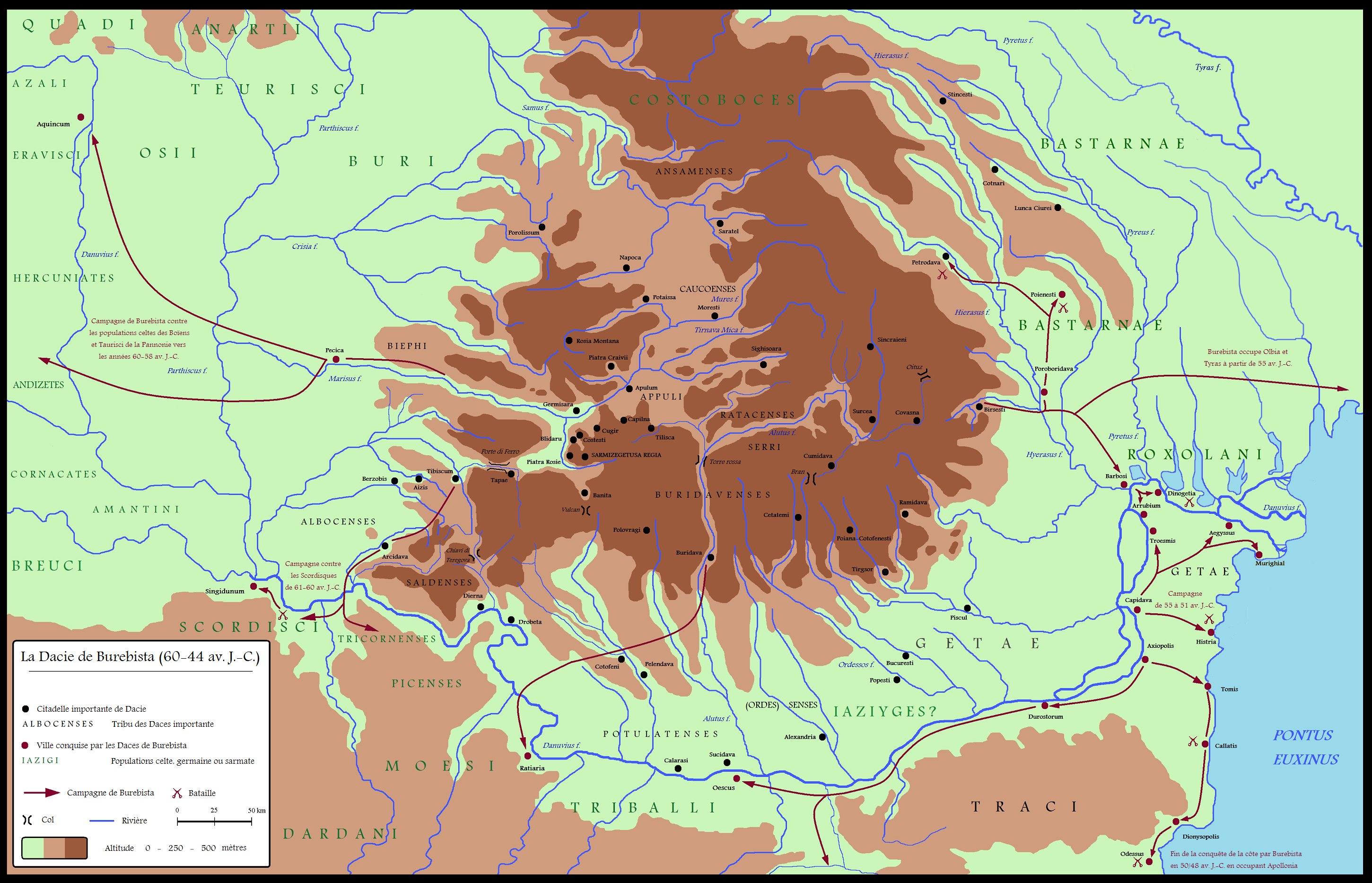
Campagnes militaires daces de Burebista (60--44).

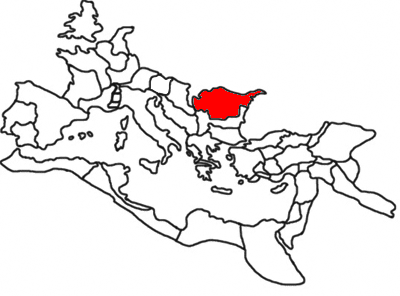
La Dacie dans l'Empire romain, vers 120.

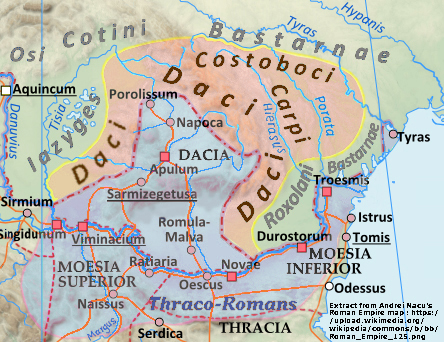
Influence romaine en bleu, influence des Daces libres en rouge (approximatif et variable).

La Dacie aurélienne.

Des détails sur les deux conflits majeurs entre Rome et les Daces se trouvent dans Dion Cassius et sur la colonne Trajane, érigée à Rome par Apollodore de Damas. Pour ces campagnes, l'Empire romain mobilise plus de 150 000 hommes pendant six ans. Ils construisent un pont en pierres sur le Danube, conçu par Apollodore de Damas, utilisé pour la conquête, et après celle-ci. 
Après la conquête des forteresses daces (davae) situées entre le Danube et la capitale, commence le siège de la capitale dace, Sarmizégétuse : conquise après une résistance prolongée, celle-ci est détruite jusqu'à ses fondations. Seul le calendrier sacré est épargné.
Toutes les forteresses daces sont détruites. Une partie des Polistes (prêtres) et des Tarabostes (aristocrates) daces réussissent néanmoins à s'échapper de Sarmizégétuse, avec Décébale à leur tête, et organisent une résistance. Pourchassés, bientôt acculés, leur chef Décébale se suicide pour ne pas tomber prisonnier, et leur permettre une reddition honorable.
Ensuite les Tarabostes ralliés à Rome aident Trajan à récupérer le trésor de guerre de Décébale, évalué par l'historien Jérôme Carcopino à 165 500 kg d'or et 331 000 kg d'argent. Il fera partie du butin de la campagne. Une légende naît au XIXe siècle, lorsque le récit de Dion Cassius est étudié par les historiens, légende selon laquelle il resterait encore un grand nombre de trésors cachés dans les Alpes de Transylvanie. De fait, certains objets précieux ont été trouvés lors de « fouilles sauvages », qui n'ont apporté à leurs « inventeurs » que jalousies et ennuis avec les autorités, mais qui ont irrémediablent détruit des sites archéologiques. Les habitants de cette région croient depuis à une « malédiction de Décébale », une série de malheurs pour qui trouve les trésors du roi dace et les vend.
Du côté romain, la construction de la colonne Trajane n'est pas la seule façon de célébrer la conquête d'une partie de la Dacie et d'employer le butin saisi. L'État romain donne une fête de 123 jours, pendant lesquels la population peut boire et manger à volonté aux frais de l'État. Au Forum de Trajan, également dû à Apollodore de Damas, on érige des statues des tarabostes capturés, qui se trouvent actuellement en haut des colonnes de l'Arc de Constantin.
La province romaine de Dacie se limite aux actuelles Transylvanie et Olténie. Le reste de l'ancien royaume dace revient aux tribus daces restées libres, qui ne s'étaient pas ralliées à Décébale, voire avaient aidé les Romains : les Carpiens, les Costoboces et les Tyrgètes. On peut le voir sur certaines cartes. Elle reste sous l'autorité d'un gouverneur de rang prétorien. La Légion XIII Gemina et ses nombreux auxiliaires ont leurs quartiers dans la province.

#### Chronologie
- 85-89 ap. J.-C., les Daces engagent deux grandes guerres contre les Romains, avec des incursions profondes dans l'Empire romain qui font des ravages. Victoire de Décébale, roi des Daces. Décébale accepte de se reconnaître client de l’Empire, mais omet de rendre les prisonniers et les étendards des légions. Un traité sanctionne le statu quo.
- 101-102 ap. J.-C., pour mettre fin à cet accord humiliant, Trajan lance sa première campagne. En 105-106 ap. J.-C., lors de la deuxième campagne, une partie de la Dacie devient province romaine.

### Période post-romaine

Province romaine de Dacie (106-271)

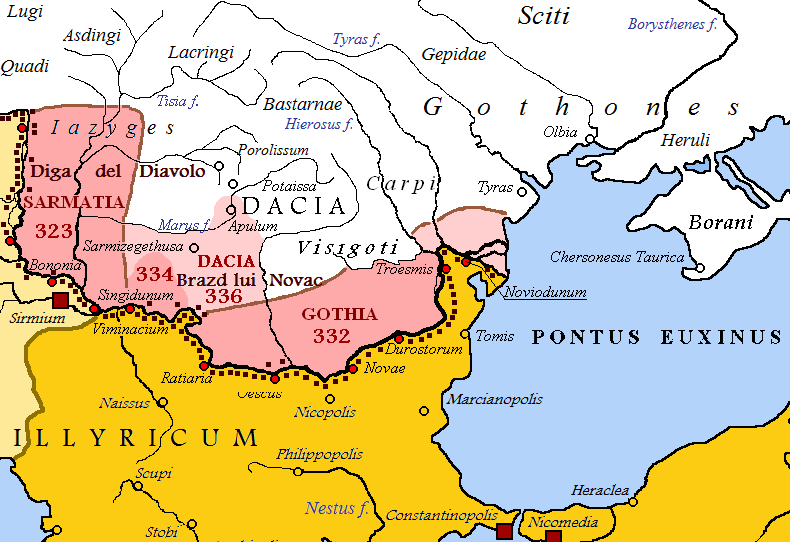
Dacie 330-340

La retraite romaine de Dacie inaugure une période de l'histoire des ancêtres des Roumains et des Aroumains surnommée par les historiens roumains « Âge pastoral » en référence à l'occupation principale des Thraco-Romains, période connue surtout à travers l'archéologie, la linguistique comparée et la toponymie, car pour l'antiquité tardive et le haut Moyen Âge, les sources écrites, tant épigraphiques que paléographiques, sont succinctes et sujettes à controverses. Cette « diète documentaire » fait appeler cette période « Âge obscur » ou « Âge sombre » par les historiens hongrois, slaves, allemands ou occidentaux qui affirment que, puisqu'il n'y a pas de sources fiables, c'est que les ancêtres des Roumains ne s'y trouvaient pas. Suivant le postulat « absence de preuve égale preuve d'absence », les atlas historiques de ces pays ne mentionnent pas l'existence des locuteurs des langues romanes danubiennes entre 271 et 1300, bien que leurs locuteurs soient attestés par la toponymie et par des chroniqueurs comme Théophane le Confesseur, Théophylacte Simocatta, Kedrenos, Nicétas Choniatès et Anne Comnène. L'historien roumain Neagu Djuvara remarque avec humour que : « Les arguments des thèses antagonistes peuvent tous être contestés, mais ils ont le mérite d'exister, tandis qu'aucun fait archéologique et aucune source écrite n'étayent l'hypothèse d'une disparition pure et simple des roumanophones pendant mille ans, qu'ils se soient envolés avec les hirondelles pour migrer en Afrique, ou qu'ils soient allés hiberner avec les ours dans les grottes des Carpates ou des Balkans... ». Même s'il n'y avait aucune preuve archéologique ou toponymique et aucune mention écrite, la simple existence des langues romanes orientales suffit à prouver que les Thraco-Romains n'ont pas disparu pendant un millénaire pour réapparaître par « génération spontanée » ensuite.

#### Chronologie
- en 271, la retraite romaine est définitive au nord du Danube. Les relations commerciales continuent néanmoins avec les habitants au nord du Danube, comme le prouve l’archéologie. Suivant ces relations, le christianisme aussi s’étend au nord du Danube. La création de la Dacie aurélienne vise à assurer aux légions et administrations retirées de la province abandonnée une pérennité au sud du Danube et peut-être à préparer la reconquête de la Dacie nord-Danubienne en cas de redressement de la situation[32].
- la mère de l’empereur romain Galère qui règne de 293-311, était une Taraboste (aristocrate) dace élevée à Rome. Parce que Galère a persécuté les chrétiens, l’auteur chrétien Lactance le présente sous un jour très noir dans son livre La Mort des persécuteurs (vers 250, vers 325) : « au moment où il est devenu empereur, il s'est déclaré l’ennemi du nom même de "Romain" : il proposa alors que l’empire soit appelé, non pas l’Empire romain, mais l’Empire dace » ; les protochronistes roumains modernes prennent cette affirmation à la lettre pour y voir du « patriotisme dace », mais en réalité cet empereur gouverne et défend efficacement l’Empire romain pendant près de vingt ans[33].
- de 271 à 381, les Daces du nord du Danube passent sous contrôle des tribus carpiennes, des Daces libres, et forment les Carpo-Daces ; ceux du sud du Danube restent citoyens romains en Dacie aurélienne et en Mésie où se poursuit leur romanisation[34].
- la présence au VIe siècle des Thraco-Romains à travers des citations de leur langue, est mentionnée par les chroniqueurs Théophane le Confesseur et Théophylacte Simocatta mais, à ce moment, ils n’ont pas de désignation spécifique, étant, comme tous les citoyens de l’Empire romain d'orient quelles que soient leurs langues, dénommés « Romées » (Ῥωμαίοι).
- plus tardivement (du IXe siècle au XIIIe siècle) les descendants romanisés des Daces (au nord du Danube) et des Thraces (au sud du Danube) apparaissent sous les noms de « Besses »[n 3] puis de « Valaques » (notamment dans le cadre du Regnum Bulgarorum et Valachorum (royaume des Bulgares et des Valaques) au XIIe siècle)[35].
- néanmoins ces populations, dans leur mémoire collective et dans leurs auto-désignations n’oublient pas leurs origines romanes, comme le montrent de nombreuses sources[n 4].

## Une Dacie imaginaire devenue histoire officielle

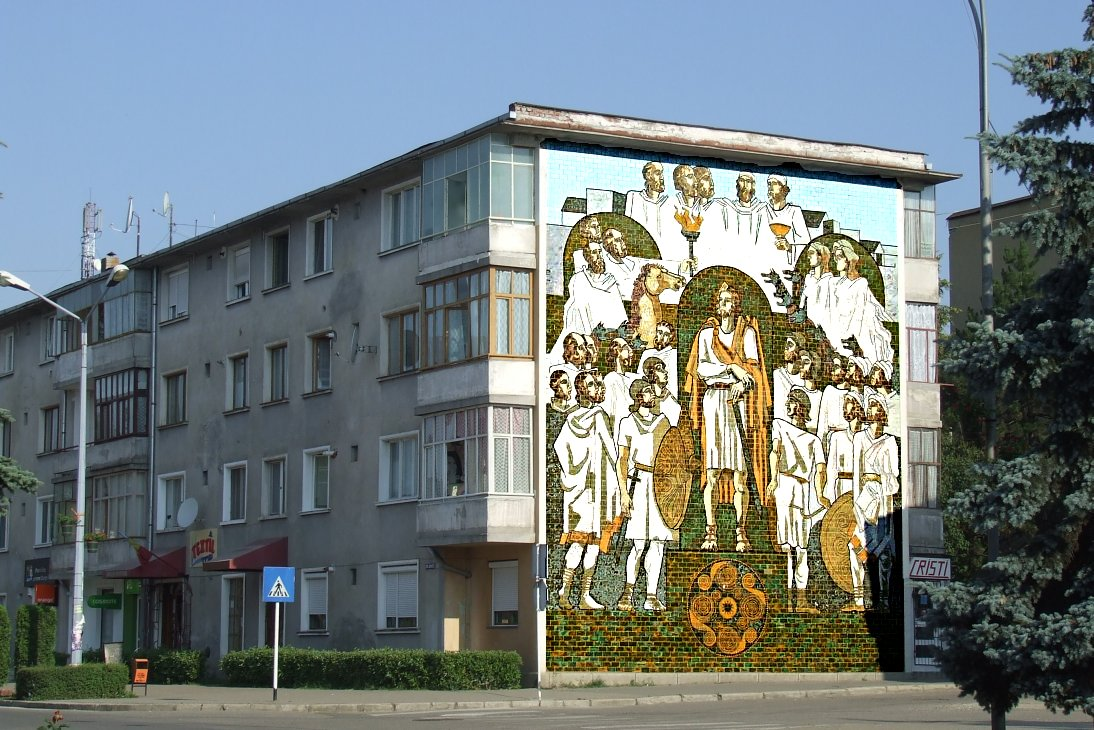
Mosaïque de l'époque communiste à Orăștie évoquant Décébale et ses tarabostes comme « héros de l'indépendance ».

Depuis l’Etymologicum Magnum Romaniae de Bogdan Petriceicu Hasdeu (1886) faisant descendre la noblesse roumaine directement des tarabostes daces, et la Dacie préhistorique de Nicolae Densușianu (1913) imaginant la Dacie comme le centre d'une « civilisation pélasge allant de l'Atlantique à l'Inde, base de toute la culture européenne »,, un courant pseudo-historique appelé « protochronisme » postule que les Daces sont la plus ancienne civilisation au monde, les premiers à avoir inventé l'écriture, et que les ancêtres des Grecs et des Latins étaient en fait « des tribus daces ayant migré en Grèce et en Italie ».
Ce courant ne s'imposait cependant pas aux milieux universitaires, et n'était pas enseigné dans les écoles tant que l'État roumain restait pluraliste, mais après 1938, avec la succession de dictatures durant un demi-siècle (carlisme, état national-légionnaire, fascisme collaborationniste et communisme de type stalinien), le protochronisme est devenu officiel et fut « enseigné » aux habitants, dès l'école primaire, pour les convaincre que le pays devait se fermer à toute influence étrangère, qu'il pouvait se suffire à lui-même sur tous les plans et que le régime en place s'enracinait dans l'histoire la plus ancienne. Pour étayer ces thèses, des artefacts apocryphes anciens (comme le Codex Rohonczi) ou plus récents (comme les tablettes de Tărtăria prétendûment datés de 7 300 ans avant le présent), ont été utilisés et ont fait l'objet d'études et de publications d'aspect scientifique, mais dont les sources sont soigneusement triées et les assertions invérifiables par d'autres chercheurs,.
Pour prolonger leur crédibilité, les protochronistes, une fois le communisme abandonné dans leurs pays, ont donné à leurs hypothèses un aspect mystique en avançant que les religions des Illyriens, Thraces et Daces seraient parmi les plus élaborées ayant existé à l'époque dans le monde,,,. Ces postulats sont contestés par le milieu universitaire dont les représentants expriment à ce sujet un profond scepticisme, mais les protochronistes sont beaucoup plus actifs dans la sphère médiatique, sur les réseaux sociaux et au sein de l'église orthodoxe roumaine.

## Patrimoine
L'ensemble archéologique de forteresses, tours, murs et installations civiles marquant les frontières de l'empire romain en Dacie est inscrit au patrimoine mondial de l'humanité par l'UNESCO en juillet 2024.